# Leisel Jones
Leisel Jones (n. 30 august 1985, Katherine⁠(d), Teritoriul de Nord, Australia) este o înotătoare ce a reprezentat Australia, medaliată olimpică. A participat la 4 ediții ale Jocurilor Olimpice (2000, 2004, 2008, 2012) în care a câștigat 5 medalii de aur, 7 medalii de argint și o medalie de bronz.